# Barbaetis
Barbaetis is een geslacht van haften (Ephemeroptera) uit de familie Baetidae.

## Soorten
Het geslacht Barbaetis omvat de volgende soorten:
- Barbaetis benfieldi